# Volailles du Languedoc
Les volailles du languedoc bénéficient d'un label rouge et du label européen indication géographique protégée. Ces labels s'appliquent à la viande de poulet, pintade, dinde, poularde et chapon.

## Terroir

### Délimitation
L'aire délimitée comprend les départements du Gard, de l'Hérault, de la Lozère et des portions de l'Ardèche et du Tarn.

### Élevage

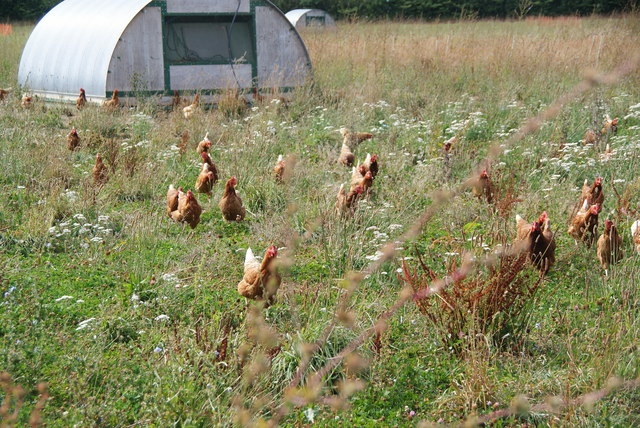
Poulets en plein air

L'élevage des animaux doit se faire dans l'aire de l'IGP. Les animaux doivent provenir de souches raciales à croissance lente et bénéficier de l'élevage en plein air. Les bâtiments ne doivent pas dépasser 400 m2 et être ouverts de 9 heures à la tombée de la nuit. La place nécessaire à chaque animal doit être d'au moins 11 poulets par m², 13 pintades par m² et 6,25 dindes, chapons ou poulardes par m². L'espace extérieur, arboré ou herbagé, doit être d'au moins 2 m2 par volaille à 6 m2 pour les dindes. La durée de la mise à l'herbe va de 6 à 8 semaines.
La ration alimentaire doit comprendre au moins 70 % de céréales, le reste étant constitué de tourteaux de soja, tournesol, colza, farine de luzerne, mélasse et compléments minéraux. Les traitements prophylactiques sont autorisés sous la surveillance d'un vétérinaire, mais doivent être terminés quinze jours avant abattage. Les animaux mangent librement ce qu'ils trouvent sur leur parcours.
Les animaux doivent avoir un âge à l'abattage d'au moins 81 jours pour les poulets, 95 jours pour les pintades, 126 pour les poulardes, 140 pour les dindes et 150 pour les chapons.
Certaines clauses du cahier des charges de l'IGP peuvent faire l'objet d'une suspension temporaire pour des motifs sanitaires, comme en novembre 2023 afin de lutter contre la propagation du virus influenza aviaire hautement pathogène (IAHP).

### Gastronomie

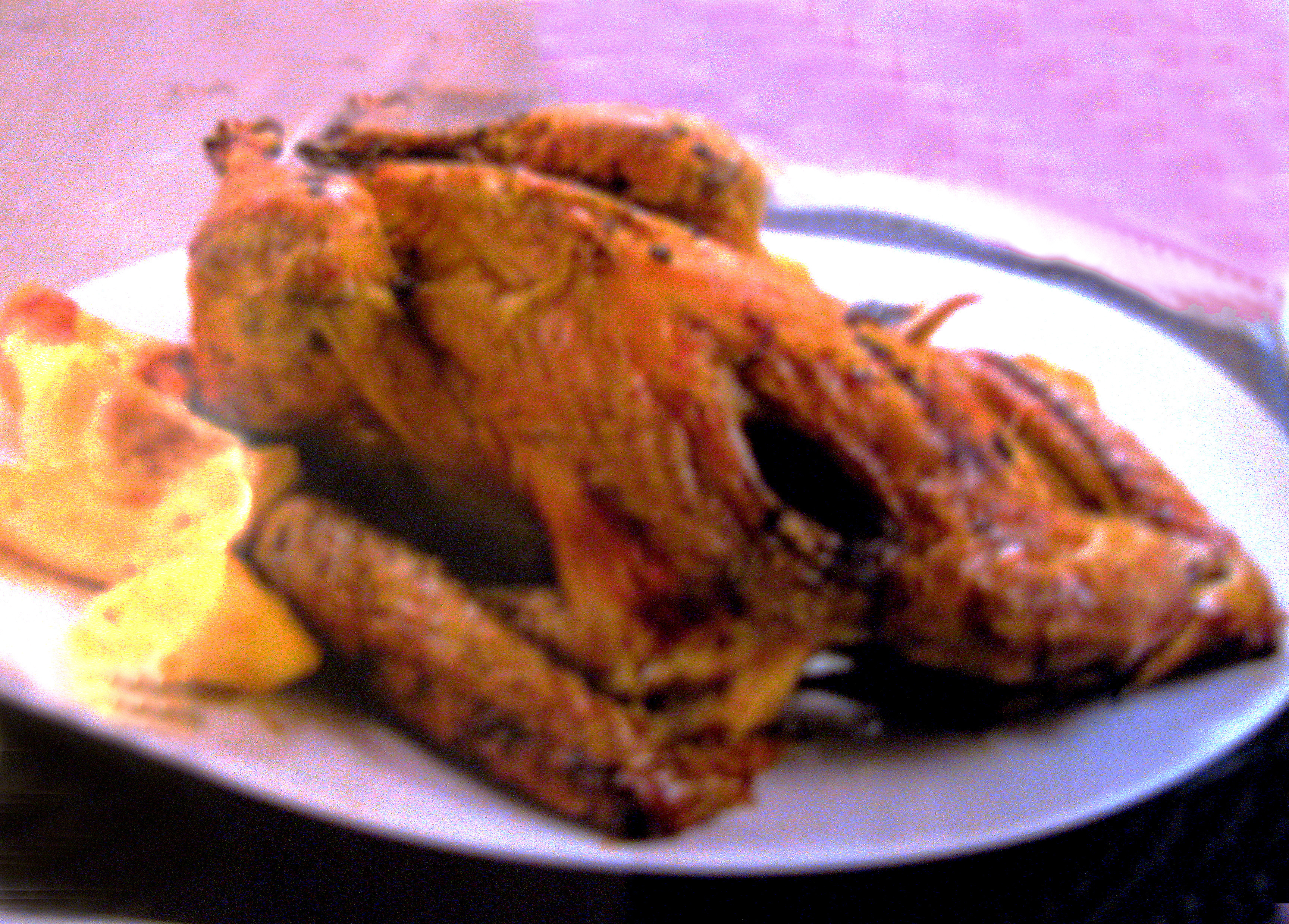
Chapon du Languedoc aux poires
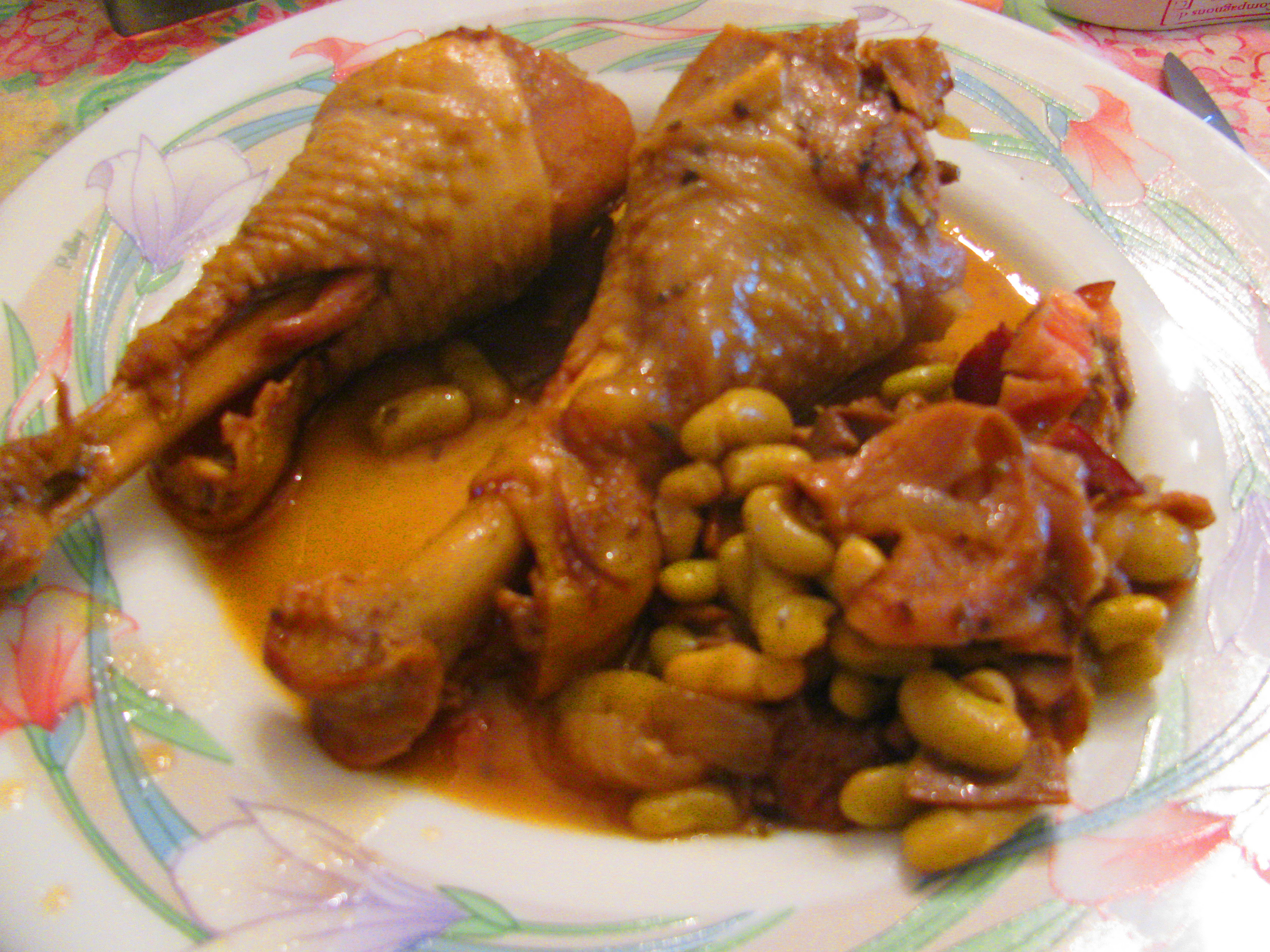
Poulet du Languedoc aux flageolets
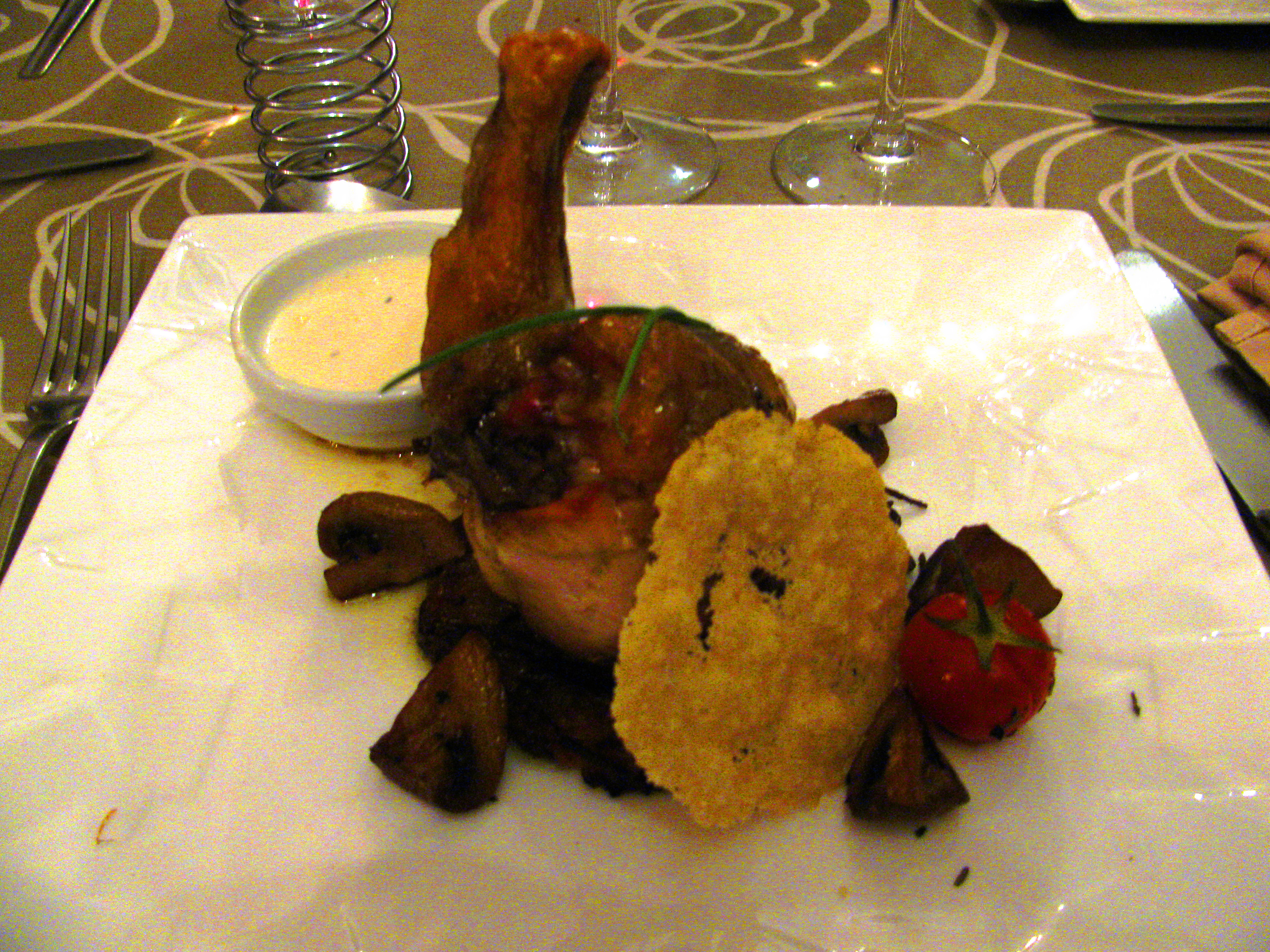
Cuisse de pintade du Languedoc